# Joan Hess
Joan Edmiston Hess (Pseudonym: Joan Hadley) (* 6. Januar 1949 in Fayetteville (Arkansas); † 23. November 2017 in Austin, Texas) war eine US-amerikanische Krimi-Autorin. 
Die Tochter des Lebensmittelgroßhändlers Jack D. Edmiston und der Bauunternehmerin Helen Edmiston erwarb ihren Bachelor of Arts 1971 an der University of Arkansas und ihren Master 1974 an der Long Island University. Von 1973 bis 1986 war sie mit Jeremy Hess verheiratet, mit dem sie zwei Kinder hat. 
Von 1974 bis 1980 arbeitete sie in Fayetteville als Immobilienverkäufen und bis 1984 unterrichtete sie dort Kunst an einer privaten Vorschule. In dieser Zeit wurde sie freie Schriftstellerin.